# Chimnechilde
Chimnechilde, död efter 662, var drottning av Austrasien 634–656, gift med kung Sigibert III.
Hon gifte sig med Sigebert III och födde två barn, den blivande kungen Dagobert II och den blivande drottningen Bilichilde, hustru till Childéric II, och möjligen till Childebert III. 
Vid makens död 656 besteg Childebert III tronen, medan Dagobert förvisades till Irland. Childebert störtades och dödades av en revolt 662. Med palatsborgmästaren Wulfoald motsatte sig Chimnechilde att en kusin, Thierry III, skulle bli kung av Austrasien, och arrangerade hans dotters äktenskap med Childeric, hennes mans brorson, och placerar 8-åringen på tronen och under hennes förmynderskap. 
Det är okänt när Chimnechilde dog, men Childeric II mördades 676 och de stora i riket återkallade Dagobert II från exil för att placera honom på tronen. 